# Kosmos 496
Kosmos 496 (ros. Космос-496) – bezzałogowy lot kosmiczny w ramach programu Sojuz. Był to pierwszy lot z wykorzystaniem statku Sojuz 7K-T, mający na celu przetestowanie nowych zabezpieczeń po śmierci kosmonautów z misji Sojuz 11. Misja trwała 6 dni, zakończyła się wejściem w atmosferę 2 lipca 1972. Statek posiadał panele słoneczne, nie zadokował do stacji kosmicznej.